# Ophiocomidae
De Ophiocomidae zijn een familie van slangsterren uit de orde Ophiacanthida. De wetenschappelijke naam van de familie werd in 1867 gepubliceerd door de Zweedse zoöloog Axel Vilhelm Ljungman (1841-1901).

## Geslachten
- - Clarkcoma Devaney, 1970
  - Ophiarthrum Peters, 1851
  - Ophiocoma L. Agassiz, 1836
  - Ophiocomella A.H. Clark, 1939
  - Ophiocomina Koehler, 1920 
  - Ophiomastix Müller & Troschel, 1842
  - Ophiopteris E.A. Smith, 1877
- Onderfamilie Ophiopsilinae Matsumoto, 1915
  - Ophiopsila Forbes, 1843

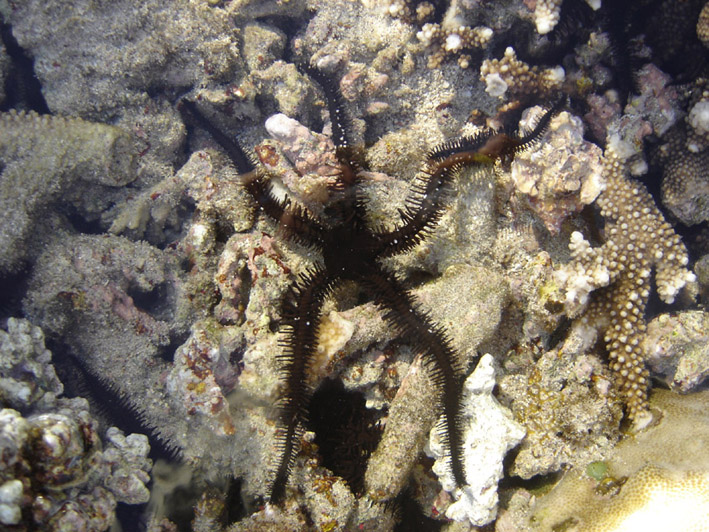
Ophiocoma erinaceus
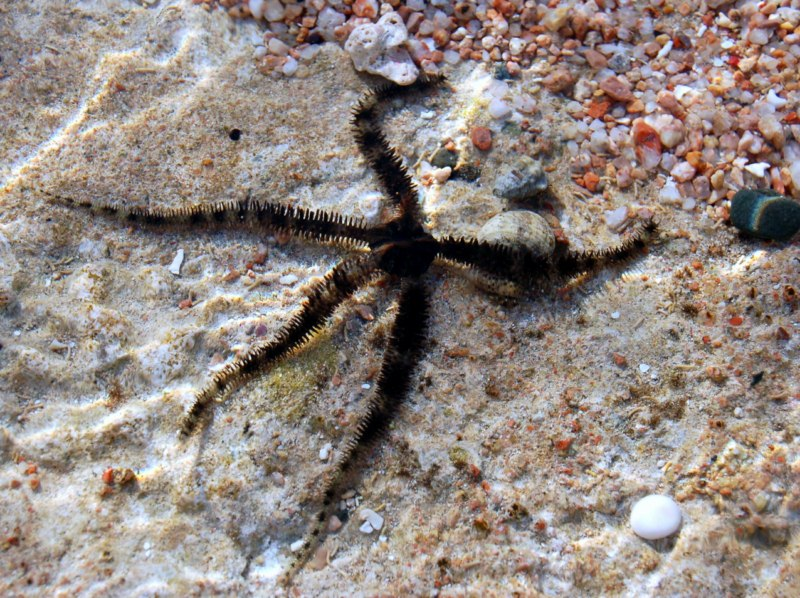
Ophiocoma scolopendrina
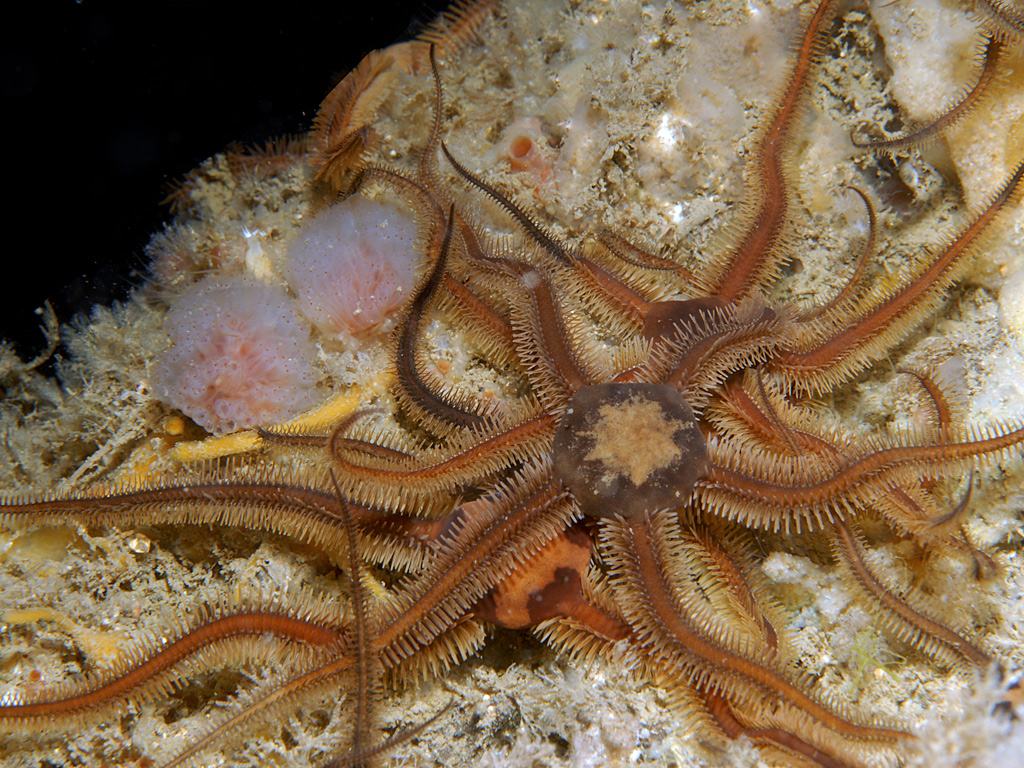
Ophiocomina nigra
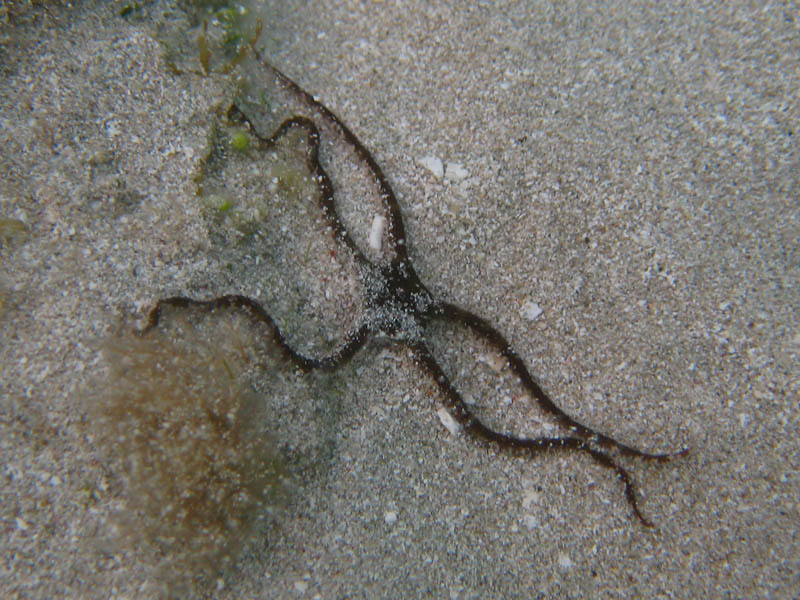
Ophiocoma echinata
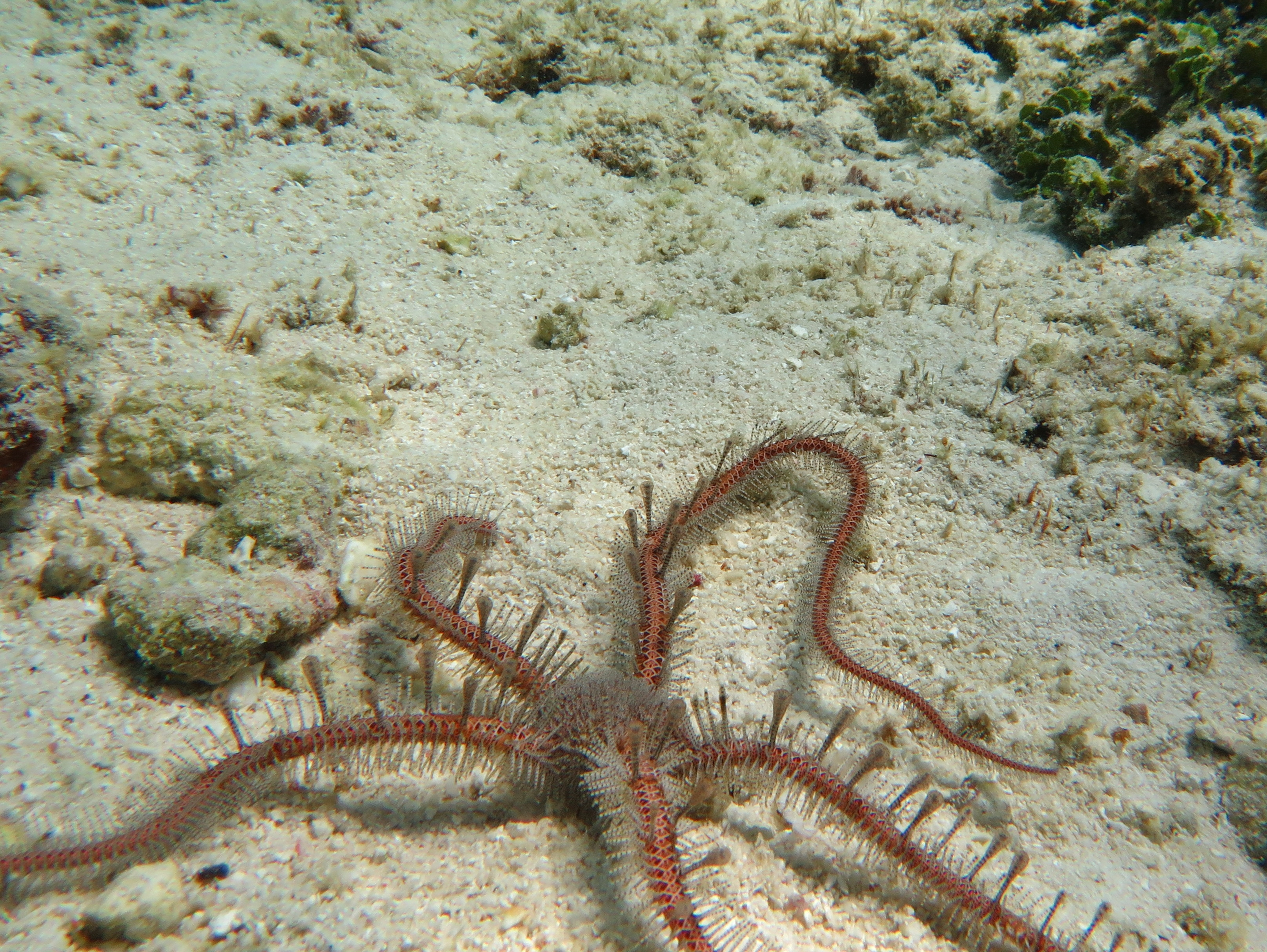
Ophiomastix annulosa
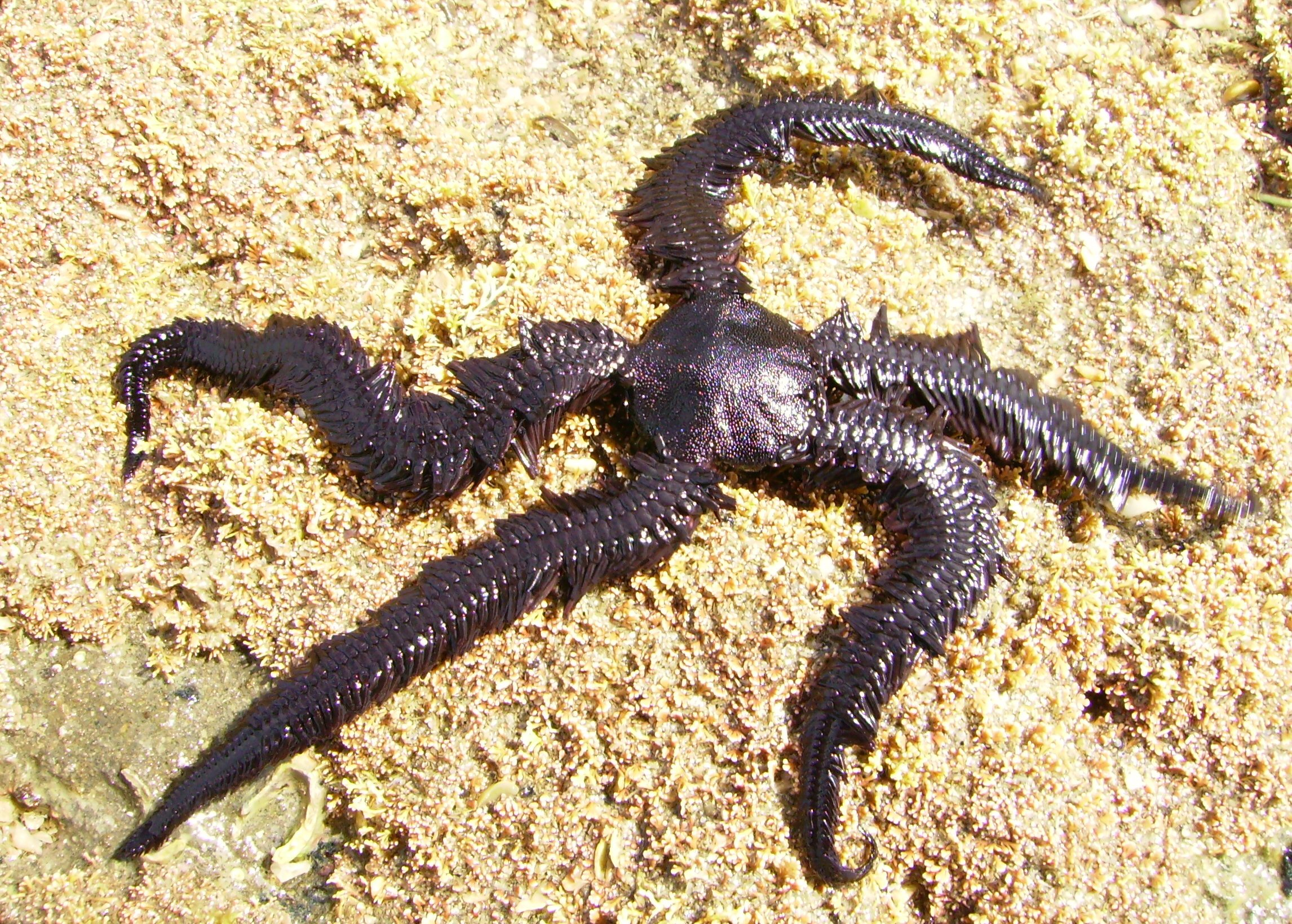
Ophiopteris antipodum
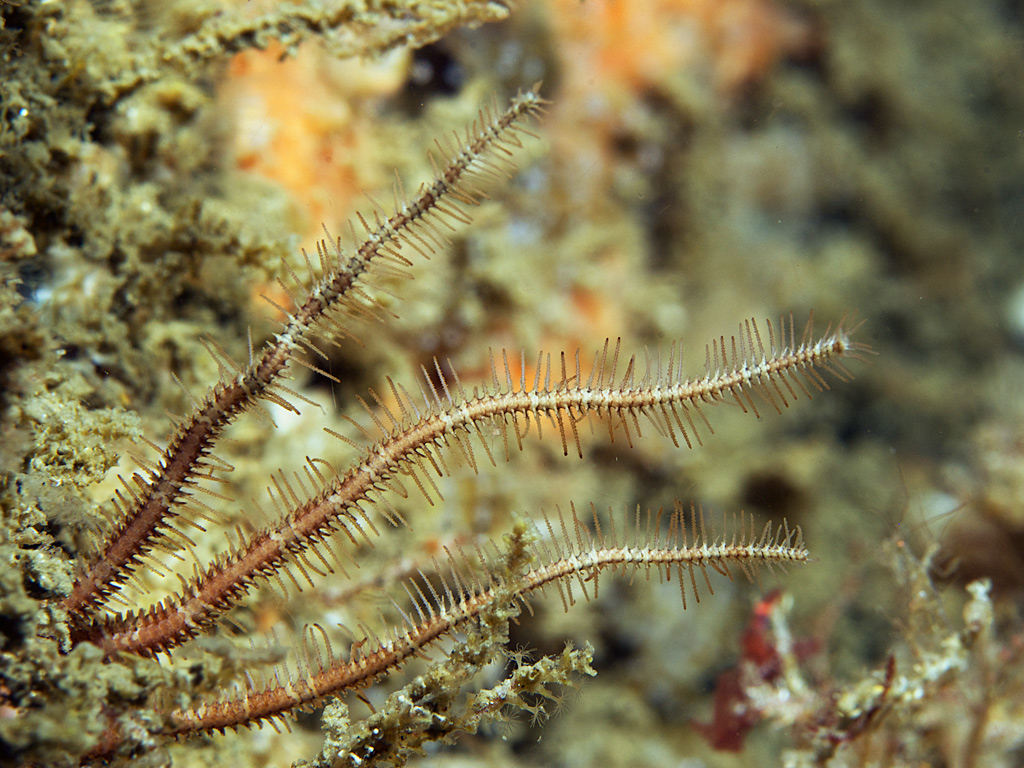
Ophiopsila aranea